# آن سوی پرچین
آن سوی پرچین (به انگلیسی: Over the Hedge) فیلم پویانمایی کمدی سرقت آمریکایی محصول سال ۲۰۰۶ است که توسط دریم‌ورکس انیمیشن اس‌کی‌جی بر اساس کمیک استریپ با همین نام تولید شده است. این فیلم توسط تیم جانسون و کری کیرکپاتریک از فیلم‌نامه‌ای نوشته لن بلوم، لورن کامرون، دیوید هوسلتون و کیرکپاتریک کارگردانی شده است. بروس ویلیس، گری شندلینگ، استیو کرل، ویلیام شاتنر، واندا سایکس و نیک نولتی در این فیلم صداپیشگی می‌کنند. داستان فیلم در ایندیانا اتفاق می‌افتد که دربارهٔ راکونی به نام آرجِی است که پس از خراب کردن تصادفی انبار غذای خرسی به نام وینسنت، مجبور می‌شود به او غذا برساند. در این حین، او خانواده‌ای از حیوانات جنگلی را که اخیراً از خواب زمستانی بیدار شده‌اند، فریب می‌دهد تا برای سرعت بخشیدن به روند کار، به او در دزدیدن غذا کمک کنند.
آن سوی پرچین در ۱۹ مه ۲۰۰۶ در سینماهای ایالات متحده اکران شد و در ۱۷ اکتبر ۲۰۰۶ در رسانه خانگی منتشر شد. این فیلم به‌طور کلی نقدهای مثبتی از سوی منتقدان دریافت کرد و با فروش ۳۳۹٫۸ میلیون دلاری در مقابل بودجه ۸۰ میلیون دلاری، یک موفقیت تجاری بود.

## داستان
در یک منطقه پیک‌نیک متروکه در ایندیانا، راکونی به نام آرجی که نمی‌تواند غذایی برای خود پیدا کند، تلاش می‌کند تا ذخیره غذایی یک خرس در حال خواب زمستانی به نام وینسنت را بدزدد. اما نقشه او با بیدار شدن وینسنت از سر و صدا با شکست مواجه می‌شود و غذا از بین می‌رود. وینسنت تقریباً آرجی را می‌کشد، اما آرجی قول می‌دهد که تا زمان ماه کامل، یعنی یک هفته دیگر، غذای او را جایگزین کند. وینسنت تهدید می‌کند که اگر او موفق نشود، آرجی را خواهد کشت.
صبح روز بعد، خانواده‌ای از حیوانات جنگلی به رهبری یک لاک‌پشت به نام ورن، در اولین روز بهار از خواب زمستانی بیدار می‌شوند و کشف می‌کنند که بیشتر جنگلی که در آن زندگی می‌کردند، به یک شهرک مسکونی تبدیل شده است که توسط یک پرچین غول‌پیکر از باقی‌مانده کوچک جنگل جدا شده است. آرجی خود را به گروه معرفی می‌کند و توضیح می‌دهد که آن‌ها می‌توانند با جستجو در میان انسان‌ها، غذای بهتری به دست آورند. با وجود نگرانی‌های ورن، آرجی حیوانات دیگر را متقاعد می‌کند که غذا و سایر وسایل انسانی را بدزدند و ذخیره کنند. گلادیس شارپ، رئیس انجمن صاحبان خانه‌های محله، متوجه مشکل حیوانات می‌شود و دواین لافونتان، حشره‌کش را استخدام می‌کند. در حالی که آرجی تلاش می‌کند ورن نگران را از برگرداندن انبوه غذا برای جلوگیری از دواین منصرف کند، غذا پس از تعقیب و گریز توسط یک روتوایلر هیجان‌زده به نام ناجنت از بین می‌رود. آرجی ورن را مقصر این نابودی می‌داند، در حالی که ورن تلاش می‌کند خانواده‌اش را متقاعد کند که برای امنیت خودشان، آرجی را دنبال نکنند؛ اما خانواده پس از اینکه ورن ناخواسته به آن‌ها توهین می‌کند، او را ترک کرده و آرجی را ترجیح می‌دهند.
آن شب، در شب ماه کامل، آرجی دواین را می‌بیند که تله‌های حیوانات، از جمله یک وسیله قاچاق غیرقانونی به نام دپلتر توربو را در حیاط گلادیس کار می‌گذارد. ورن با آرجی و سایر حیوانات آشتی می‌کند و آرجی همه را متقاعد می‌کند که به خانه گلادیس حمله کرده و ذخیره عظیم غذای او را بدزدند. سنجاب هامی دپلتر توربو را از کار می‌اندازد، در حالی که گندراسوی راه‌راه استلا قلاده تایگر، گربه ایرانی گلادیس را می‌دزدد که امکان ورود به خانه را فراهم می‌کند. حیوانات یک گاری دیگر پر از غذا جمع می‌کنند، اما قبل از رفتن، آرجی یک قوطی چیپس می‌بیند و طبق درخواست وینسنت، مصمم می‌شود که آن را به دست آورد. آرجی با غذا فرار می‌کند، در حالی که ورن و سایر حیوانات توسط دواین دستگیر شده و او آنها را با کامیون خود می‌برد.
در حالی که آرجی غذا را به وینسنت می‌رساند، کامیون دواین را می‌بیند که از کنارش رد می‌شود. او برای آزاد کردن حیوانات، باعث می‌شود گاری به ون دواین برخورد کند و او را بیهوش کند. این اتفاق باعث می‌شود وینسنت خشمگین شده و به آرجی حمله کند، در حالی که جوجه‌تیغی‌های سه‌قلو کامیون را به سمت محله برمی‌گردانند. ورن در خلال این شلوغی، بقیه را متقاعد می‌کند که آرجی را ببخشند. حیوانات کامیون را به خانه گلادیس می‌کوبند و به سمت پرچین برمی‌گردند، اما مورد حمله وینسنت، گلادیس و دواین قرار می‌گیرند. هامی که با یک نوشیدنی انرژی‌زا نیرو گرفته است، دپلتر توربو را دوباره فعال می‌کند، در حالی که آرجی و ورن وینسنت را گول‌می‌زنند تا از روی پرچین بپرد، که در نتیجه او، گلادیس و دواین در دپلتر توربو گرفتار می‌شوند. یگان محلی کنترل جانوران، وینسنت را به کوه‌های راکی منتقل می‌کند، گلادیس به دلیل داشتن دپلتر توربو و مقاومت در برابر دستگیری بازداشت می‌شود، و تلاش دواین برای فرار توسط ناجنت خنثی می‌شود. آرجی به‌طور دائم به موجودات جنگل می‌پیوندد، در کنار تایگر که عاشق استلا شده بود. پس از اینکه ورن فکر می‌کند تمام یک هفته را بدون جمع‌آوری غذا برای زمستان هدر داده‌اند، هامی فاش می‌کند که آجیل‌هایی را که برای زمستان قبلی ذخیره کرده بود، پیدا کرده است و بدین ترتیب، ذخیره غذایی حیوانات را دوباره پر می‌کند.